# KG케미칼
KG케미칼 주식회사(KG Chemical)는 '경기화학공업'(京畿化學工業)에서 시작된 기업으로서 경기도 부천시 옥길동의 공장이 개발로 수용되어 울산광역시 울주군 온산읍의 온산공업단지로 본사를 이전하였다.